# Čađavica Srednja, Bijeljina
Čađavica Srednja je naselje v občini Bijeljina, Bosna in Hercegovina. 

## Deli naselja
Čađavica Srednja, Gornji Lipik, Limunovići, Lipik in Žestik.

## Prebivalstvo
| Pregled števila prebivalcev po letih | Pregled števila prebivalcev po letih | Pregled števila prebivalcev po letih | Pregled števila prebivalcev po letih | Pregled števila prebivalcev po letih | Pregled števila prebivalcev po letih |
| ------------------------------------ | ------------------------------------ | ------------------------------------ | ------------------------------------ | ------------------------------------ | ------------------------------------ |
| 1948                                 | 1953                                 | 1961                                 | 1971                                 | 1981                                 | 1991                                 |
| -                                    | -                                    | -                                    | 788                                  | 831                                  | 693                                  |

| Narodna sestava prebivalstva po letih                                                                                      | Narodna sestava prebivalstva po letih                                                                                      | Narodna sestava prebivalstva po letih                                                                                       |
| --- | --- | --- |
| 1971 | 1981 | 1991 |
| . skupaj: 788 Srbi 787 (99,87 %) Hrvati 0 (0,00 %) Muslimani 0 (0,00 %) Jugoslovani 0 (0,00 %) drugi in neznano 1 (0,12 %) | . skupaj: 831 Srbi 822 (98,91 %) Hrvati 1 (0,12 %) Muslimani 0 (0,00 %) Jugoslovani 0 (0,00 %) drugi in neznano 8 (0,96 %) | . skupaj: 693 Srbi 674 (97,25 %) Hrvati 1 (0,14 %) Muslimani 0 (0,00 %) Jugoslovani 7 (1,01 %) drugi in neznano 11 (1,58 %) |